# Matka Gruzja
Matka Gruzja (gruz. ქართვლის დედა, Kartlis deda) – monumentalny posąg w stolicy Gruzji Tbilisi. Widoczny z daleka 20-metrowy posąg kobiety wykonany jest z aluminium i usytuowany na szczycie grzbietu górskiego Sololaki w najstarszej, zachodniej części miasta, niedaleko twierdzy Narikala.
Statua jest symbolem Tbilisi. Patrzy ona w kierunku miasta, trzymając w lewej ręce puchar wina, a w prawej miecz. Winem Matka Gruzja wita przyjaciół, natomiast miecz przeznaczony jest dla wrogów. 
Matka Gruzja powstała w 1958 z okazji jubileuszu 1500-lecia Tbilisi. Autorem posągu jest gruziński rzeźbiarz Elgudża Amaszukeli.